# Liste der Baudenkmale in Brüsewitz
In der Liste der Baudenkmale in Brüsewitz sind alle denkmalgeschützten Bauten der mecklenburgischen Gemeinde Brüsewitz und ihrer Ortsteile aufgelistet. Grundlage ist die Veröffentlichung der Denkmalliste des Kreises Nordwestmecklenburg mit dem Stand vom 16. September 2020.

## Baudenkmale nach Ortsteilen

### Brüsewitz
| ID   | Lage                | Bezeichnung | Beschreibung | Bild       |
| ---- | ------------------- | ----------- | --- | ---------- |
| 130  |                     | Allee       | |            |
| 1545 | Straße der Jugend 1 | Kulturhaus  | Backsteinbau von 1951/52 nach Plänen von Franz Schiemer (Schwerin) auf T-förmigen Grundriss mit steilem Satteldach | Kulturhaus |

### Groß Brütz
| ID  | Lage                  | Bezeichnung                                                                                           | Beschreibung | Bild           |
| --- | --------------------- | --- | --- | -------------- |
| 627 | Dorfstraße 19 (Karte) | Kirche                                                                                                | Gotischer Backsteinbau 1456 geweiht; flachgedecktes einschiffiges Langhaus; Chor mit Fünfachtelschluss; quadr. Westturm mit Walmdach; Schnitzaltar vom 16. Jh., Kanzel von 1699, Patronatsloge 1700, weitere neugotische Ausstattung, Runge - Orgel von 1864.                                    | Weitere Bilder |
| 626 | Parkweg 14 (Karte)    | Gutshaus mit Park, Stall-, Scheunengebäude, Katen und Wegpflasterung                                  | 2-gesch. 9-achsiger Putzbau, neugestaltet 1880/81 mit barockem 2-gesch. Mittelrisalit mit Mansarddach und Dachreiter mit Laterne; Gutsbesitz der Familien von Lützow (ab 1784), Georg Johannes Bock (ab 1862); ab 1945 Wohnhaus; 2002–2004 Saniert durch Familie Bock u. a. für Ferienwohnungen. |                |
| 624 | Dorfstraße 1 (Karte)  | Bahnhof mit Empfangsgebäude einschließlich Uhr und handbetriebener Schrankenanlage                    | |                |
|     | Dorfstraße 19 (Karte) | Friedhof m. Grabstätte der Fam. Griffenhagen und Grabgitter der Familie Diestel und Fünte, Grabsteine | |                |
| 628 | Dorfstraße 19         | Kriegerdenkmal                                                                                        | |                |
| 629 | Dorfstraße 17 (Karte) | Pfarrhof mit Garten und Backhaus                                                                      | |                |

### Rosenberg
| ID   | Lage                 | Bezeichnung                    | Beschreibung | Bild |
| ---- | -------------------- | ------------------------------ | ------------ | ---- |
| 1217 | An der B 104, Nr. 14 | Wohnhaus                       |              |      |
| 1218 | An der B 104         | Obelisk von Karl Grieffenhagen |              |      |
| 1219 | Lindenweg 7          | Gutshaus                       |              |      |
| 1220 |                      | Obelisk vor dem Gutshaus       |              |      |

## Quelle
Denkmalliste des Landkreises Nordwestmecklenburg (Stand: 9. November 2023; PDF, 1,2 MByte)
- Karte mit allen Koordinaten:
- OSM |
- WikiMap